# Ніко I Дадіані
Ніколоз (Ніко) I Дадіані (груз. ნიკოლოზ "ნიკო" დადიანი; рос. Николай Давидович Мингрельский; 4 січня 1847 — 23 січня 1903) — останній мтаварі Мегрелії у 1853—1866 роках.

## Життєпис
Походив з Другої династії Дадіані (Чіковані-Дадіані). Другий син мтаварі Левана V і княгині Катерини Чавчавадзе. Народився 1847 року в Зугдіді.
У 1853 році після смерті батька успадкував владу. Але через малий вік регентшею стала його мати, що керувала Мегрелією разом з регентською радою. Під час Кримської війни Ніколоз Дадіанні перебував у мегрельських військах разом з матір'ю. Просування османських військ призвело до евакуації до монастиря Цагері в Лечхумі.
У 1856 року вони брали участь в Московській коронації імператора Олександра II, де отримав звання флігель-ад'ютантом і зарахований в лейб-гвардії Кавказько-гірського ескадрону Власного Його Величності конвою. Після від'їзду матері до Мегрелії в 1857 залишився в Санкт-Петербурзі. Для завершення освіти був відправлений до Парижу. Він фактично не керував Мегрелією, по поверненню перебуваючи в Санкт-Петербурзі.
У 1866 році автономний статус Мегрельського князівства було скасовано. Ніколоз Дадіані на підставі іменного Найвищого указу від 4 січня 1867 року одержав право іменуватися світлий князь Мінгрельський. в компенсацію отримав 1 млн карб., зберігши в особистій власності маєтки, що належали йому в Мегрелії.
У 1868 стає штабс-ротмістром. 1874 року отримав право йменуватися Дадіан-Мінгрельским. 1875 року перейшов до Кавалергардського полку. У 1877—1878 роках під орудою Йосипа Гурко брав участь у війні з Османською імперією. За звитягу нагороджений золотим мечем з написом «За хоробрість», орденом Святого Володимира 4-го ступеню, стає 1877 року підполковники, а в 1878 — генерал-майором. Того ж року звільнився з війська.
1882 року після смерті матері успадкував її маєтності, ставши одним з багатійших землевласників на Кавказі. 1885 року подарував Товариству з розповсюдження грамотності серед грузинів багату бібліотеку старовинних грузинських книг, що належали його батькові. У 1887 році російський уряд висував його кандидатуру на трон Болгарії, але австро-німецька дипломатія зуміла домогтися обрання принца Фердинанда Кобурзького.
Помер Ніколоз Дадіані в 1903 році в Санкт-Петербурзі. Поховано Мартвільскому соборі.

## Родина
Дружина — Марія, донька графа Олександра Адлерберга, міністра імператорського двору
Діти:
- Катерина (1875—1875)
- Ніколоз (1876—1919)
- Саломе-Міа (1878—1961), дружина князя Олександра Оболенского

- 1 бастард

## В мистецтві
Австрійський композитор Йоганн Штраус складає польку на його честь — «Ніко-Полька» (Op. 228).